# Trzy monety w fontannie
Trzy monety w fontannie (ang Three Coins in the Fountain) – amerykański melodramat filmowy z 1954 roku w reżyserii Jeana Negulesco. Obraz był nominowany do Oscara w trzech kategoriach, z czego ostatecznie otrzymał dwie statuetki: za najlepsze zdjęcia i za najlepszą piosenkę wykonaną przez Franka Sinatrę.